# Алуэ
Алуэ (исп. Alhué) — посёлок в Чили. Административный центр одноимённой коммуны. Население посёлка — 2593 человека (2002). Посёлок и коммуна входит в состав провинции Мелипилья и Столичной области.
Территория — 845 км². Численность населения — 6444 жителя (2017). Плотность населения — 7,63 чел./км².

## Расположение
Посёлок расположен в 76 км на юго-запад от столицы Чили города Сантьяго.
Коммуна граничит:
- на севере — c коммуной Мелипилья
- на северо-востоке — c коммуной Пайне
- на востоке — с коммунами Мостасаль, Гранерос
- на юго-востоке — c коммуной Ранкагуа
- на юге — c коммунами Кольтауко, Доньиуэ
- на юго-западе — c коммунами Лас-Кабрас, Навидад
- на северо-западе — c коммуной Сан-Педро

## Демография
Согласно сведениям, собранным в ходе переписи 2017 г. Национальным институтом статистики (INE),  население коммуны составляет:
| Полное население                          | Полное население                          | Полное население                          | Полное население                          | Полное население                          | 6444 |
| ----------------------------------------- | ----------------------------------------- | ----------------------------------------- | ----------------------------------------- | ----------------------------------------- | ---- |
| в том числе:                              | Городское население                       | 2784                                      | Процент городского населения, %           | 43,20                                     |      |
|                                           | Сельское население                        | 3660                                      | Процент сельского населения, %            | 56,80                                     |      |
|                                           | Мужское население                         | 3516                                      | Процент мужского населения, %             | 54,56                                     |      |
|                                           | Женское население                         | 2928                                      | Процент женского населения, %             | 45,44                                     |      |
| Плотность населения, чел./км²             | Плотность населения, чел./км²             | Плотность населения, чел./км²             | Плотность населения, чел./км²             | Плотность населения, чел./км²             | 7,63 |
| Население коммуны в % к населению области | Население коммуны в % к населению области | Население коммуны в % к населению области | Население коммуны в % к населению области | Население коммуны в % к населению области | 0,09 |

| Динамика изменения населения коммуны | Динамика изменения населения коммуны | Динамика изменения населения коммуны | Динамика изменения населения коммуны |
| ------------------------------------ | ------------------------------------ | ------------------------------------ | ------------------------------------ |
| 1992                                 | 2002                                 | 2012                                 | 2017                                 |
| 4013                                 | 4435▲                                | 5493▲                                | 6444▲                                |

## Важнейшие населенные пункты[4]
| № | Населённый пункт  | Населённый пункт (исп.) | Категория | Население чел. (2002) | На карте                        |
| - | ----------------- | ----------------------- | --------- | --------------------- | ------------------------------- |
| 1 | Вилья-Алуэ        | Villa Alhué             | город     | 2593                  | 34°01′57″ ю. ш. 71°06′01″ з. д. |
| 2 | Эль-Асьенто       | El Asiento              | поселок   | 344                   | 34°01′52″ ю. ш. 71°00′34″ з. д. |
| 3 | Барранкас-де-Пичи | Barrancas de Pichi      | поселок   | 203                   | 33°59′11″ ю. ш. 71°03′49″ з. д. |
| 4 | Пинча             | Pincha                  | поселок   | 117                   | 34°04′08″ ю. ш. 71°16′06″ з. д. |